# Arturo Massari
Arturo Massari (Tresigallo, 9 ottobre 1945) è un ex calciatore italiano, di ruolo difensore.

## Carriera
Cresciuto nella Juventus, dopo gli esordi a Potenza e in Serie C con il Siracusa nel 1966, debutta in Serie B con il Pisa raggiungendo la promozione in Serie A nella stagione 1967-1968.
L'anno successivo passa al Catanzaro dove disputa tre campionati di Serie B, ottenendo un'altra promozione in Serie A al termine del campionato 1970-1971, in cui tra l'altro gioca da titolare la decisiva gara di spareggio giocata a Napoli e vinta per 1-0 contro il Bari.
Si trasferisce infine al Frosinone dove gioca per cinque anni in Serie C terminando la carriera nel 1975.